# 畑中章宏
畑中 章宏（はたなか あきひろ、1962年 - ）は、日本の文筆家・編集者。

## 来歴
大阪府大阪市に生まれる。近畿大学法学部（政治思想史）を卒業した。
平凡社の編集者として、『月刊太陽』編集部に所属した。『荒木経惟写真全集』、『別冊太陽　神像の美』、『日本の秘仏』などの編集を担当した。
平凡社退職後は民俗学、写真などを対象に日本の心性史を描いている。多摩美術大学特別研究員、日本大学芸術学部講師を務めた。

## 著書
- 『日本の神様』理論社〈よりみちパン!セ〉、2009年／イースト・プレス、2011年
- 『神社に泊まる 日本全国癒しの宿坊ご案内』亜紀書房、2010年
- 『柳田国男と今和次郎 災害に向き合う民俗学』平凡社〈平凡社新書〉、2011年
- 『災害と妖怪 柳田国男と歩く日本の天変地異』亜紀書房、2012年
- 『ごん狐はなぜ撃ち殺されたのか 新美南吉の小さな世界』晶文社、2013年
- 『津波と観音 十一の顔を持つ水辺の記念碑』亜紀書房、2013年
- 『先祖と日本人 戦後と災後のフォークロア』日本評論社、2014年
- 『「日本残酷物語」を読む』平凡社〈平凡社新書〉、2015年
- 『蚕: 絹糸を吐く虫と日本人』晶文社、2015年
- 『21世紀の民俗学』角川書店、2017年
- 『天災と日本人 地震・洪水・噴火の民俗学』筑摩書房〈ちくま新書〉、2017年
- 『死者の民主主義』トランスビュー、2019年
- 『五輪と万博　開発の夢、翻弄の歴史』春秋社、2020年
- 『日本疫病図説　絵に込められた病魔退散の祈り』笠間書院、2021年
- 『廃仏毀釈　寺院・仏像破壊の真実』筑摩書房〈ちくま新書〉、2021年
- 『医療民俗学序説　日本人は厄災とどう向き合ってきたか』春秋社、2021年
- 『忘れられた日本憲法　私擬憲法から見る幕末明治』亜紀書房、2022年
- 『宮本常一　歴史は庶民がつくる　今を生きる思想』講談社〈講談社現代新書〉、2023年（現代新書100シリーズ）
- 『傍流の巨人 渋沢敬三　民俗と実業の昭和史』現代書館、2024年

### 共著
- 『神道の美術』（加藤健司・平松温子と共著）平凡社〈コロナ・ブックス〉、2012年
- 『宮本常一と写真』（石川直樹・須藤功・赤城耕一と共著）平凡社〈コロナ・ブックス〉、2014年
- 柳田国男『関西弁で読む遠野物語』（訳、スケラッコ・絵）エクスナレッジ、2020年
- 『『忘れられた日本人』をひらく：宮本常一と「世間」のデモクラシー』（若林恵との共著）黒鳥社、2023年
- 『100分de名著 宮本常一『忘れられた日本人』』NHK出版、2024年6月放送テキスト